# Plan de Ordenación del Territorio de Andalucía
El Plan de Ordenación del Territorio de Andalucía (POTA) es un instrumento de ordenación territorial que establece los elementos básicos para la organización y estructura del territorio de la Comunidad Autónoma, siendo el marco de referencia territorial para los planes de ámbito subregional y para las actuaciones con incidencia en la ordenación del territorio, así como para la acción pública en general.
El POTA, aprobado por el Decreto 206/2006, de 28 noviembre, marca un hito en el esfuerzo de los sucesivos Gobiernos andaluces para consolidar en Andalucía la ordenación del territorio como función pública. Su elaboración y aprobación se realizó conforme a lo establecido en la Ley 1/1994 de Ordenación del Territorio de Andalucía (LOTA), el Decreto 83/1995, de 28 de marzo, por el que se acordó su formulación y el Decreto 103/1999, de 4 de mayo, por el que se aprobaron las Bases y Estrategias del Plan de Ordenación del Territorio de Andalucía. Entró en vigor el 30 de diciembre de 2006, tras ser aprobado por el Parlamento de Andalucía.
Este Plan aporta a la Junta de Andalucía el marco estratégico territorial que a largo plazo orientará sus planificaciones y políticas públicas y, a tal efecto, establece el Modelo Territorial de Andalucía y un conjunto de Estrategias de Desarrollo Territorial.
El gran objetivo del POTA es contribuir a un desarrollo territorial sostenible, cohesionado y competitivo de la Comunidad Autónoma de Andalucía.

## Contenido general
El POTA hace un diagnóstico de las oportunidades y problemas territoriales de Andalucía, los objetivos específicos a alcanzar y las propuestas a desarrollar durante la vigencia del plan y plantea un esquema de articulación territorial integrado por un sistema de ciudades y sus áreas de influencia, los principales ejes de comunicación del territorio, los criterios para la mejora de la accesibilidad y las infraestructuras básicas del sistema de transportes, hidráulicas, de las telecomunicaciones, de la energía y otras análogas.
En el POTA se establecen los criterios territoriales básicos para la delimitación y selección de áreas de planificación territorial, ambiental, económica y sectorial, así como para la localización de las infraestructuras, equipamientos y servicios de ámbito supramunicipal y para la localización de actuaciones públicas de fomento al desarrollo económico, para el mejor uso, aprovechamiento y conservación del agua y demás recursos naturales y para la protección del patrimonio histórico y cultural. 
Además, el plan indica las zonas con riesgos catastróficos y la definición de los criterios territoriales de actuación a contemplar para la prevención de los mismos, así como las áreas o sectores que deban ser objeto prioritario de Planes de Ordenación del Territorio de ámbito subregional o de Planes con Incidencia en la Ordenación del Territorio, y la definición de sus objetivos territoriales generales. 
También incluye previsiones para el desarrollo, seguimiento y ejecución del Plan.

## Modelo territorial de Andalucía
El Modelo Territorial de Andalucía constituye la referencia más básica de los objetivos de la política territorial andaluza, ofreciendo un esquema de la organización del territorio andaluz que responde a los objetivos y necesidades de la Comunidad, en cuanto que espacio común para su desarrollo equilibrado, solidario y sostenible.

## Estrategias de Desarrollo Territorial
Estas estrategias se refieren a:
-	el sistema de ciudades,
-	el sistema de articulación regional (con los subsistemas de transportes, telecomunicaciones, energético y hidrológico-hidráulico),
-	el sistema regional de protección del territorio (prevención de riesgos, patrimonio natural, cultural y paisajístico) del territorio, y
-	la integración exterior de Andalucía, tanto a escala nacional como continental, a través de los ejes de desarrollo europeo y reforzando la dimensión y el protagonismo euromediterráneo de Andalucía.

### Unidades territoriales
Según el plan, las unidades territoriales son áreas continuas definidas por su homogeneidad física y funcional y constituyen un referente en los que contextualizar los sistemas regionales de ciudades, transportes, patrimonio, etc. Se distinguen cuatro dominios territoriales, que son: Sierra Morena-Los Pedroches, el valle del Guadalquivir, las sierras y valles béticos y el litoral.
Dentro de estos cuatro dominios básicos se distinguen otras unidades territoriales menores en función a las redes de ciudades que contengan, diferenciándose cuatro tipos de unidades, que son: 
- Unidades de los centros regionales: que se corresponden con las nueve aglomeraciones urbanas mayores y sus áreas de influencia: Sevilla, Málaga, Bahía de Cádiz-Jerez, Granada, Córdoba, Almería, Huelva, Jaén y Bahía de Algeciras.
- Unidades organizadas por redes de ciudades medias interiores: Sureste Árido-Almanzora, Altiplanicies Orientales, Centro-Norte de Jaén, Montoro, Campiña y subbético de Córdoba-Jaén, Depresiones de Antequera y Granada, Serranías de Cádiz y Ronda, Campiña y Sierra sur de Sevilla, Vega del Guadalquivir, Bajo Guadalquivir y Aljarafe-Condado-Marismas.
- Unidades organizadas por redes de ciudades medias litorales: Levante Almeriense, Poniente Almeriense, Costa Granadina, Vélez-Málaga y Axarquía, Costa del Sol, La Janda, Costa Noroeste de Cádiz y Costa Occidental de Huelva.
- Unidades organizadas por centros rurales: Andévalo y Minas; Sierra de Aracena; Sierra Norte de Sevilla; Valle del Guadiato-Los Pedroches; Cazorla, Segura, Las Villas y Mágina; y Alpujarras-Sierra Nevada.

El plan fija los objetivos de las unidades territoriales, las delimita y define las condiciones de su organización funcional.

### Redes de ciudades
El sistema polinuclear de centros regionales constituye el primer referente urbano para la articulación del territorio. Las redes de ciudades medias son el segundo nivel del sistema de ciudades, entendidas como conjuntos de ciudades que pueden organizar coherentemente un territorio relativamente homogéneo. Por último, se distinguen las redes de asentamientos en áreas rurales.
El POTA pretende activar el potencial de desarrollo y mejorar la competitividad de todas y cada una de las partes del territorio de Andalucía: las áreas metropolitanas, el litoral, las ciudades medias del interior y las áreas rurales y de montaña. Para ello, el Plan recoge determinaciones encaminadas a movilizar el gran potencial que poseen los centros urbanos de Andalucía para impulsar y soportar en sus ámbitos territoriales de influencia procesos de desarrollo económico regional, rural y local.